# Xét nghiệm căng thẳng tim
Xét nghiệm gắng sức tim, xét nghiệm căng thẳng tim (còn gọi là xét nghiệm chẩn đoán tim, kiểm tra tập thể dục tim phổi, hoặc kiểm tra CPX) là một xét nghiệm tim mạch đo khả năng của tim đáp ứng với căng thẳng bên ngoài trong một môi trường lâm sàng có kiểm soát. Các phản ứng căng thẳng được gây ra bởi tập thể dục hoặc bằng cách kích thích dược lý tiêm tĩnh mạch.
Các xét nghiệm căng thẳng tim so sánh tuần hoàn mạch vành trong khi bệnh nhân nghỉ ngơi với cùng tuần hoàn của bệnh nhân trong quá trình gắng sức tim tối đa, cho thấy bất kỳ lưu lượng máu bất thường đến cơ tim. Các kết quả có thể được hiểu là sự phản ánh về tình trạng thể chất chung của bệnh nhân thử nghiệm. Xét nghiệm này có thể được sử dụng để chẩn đoán bệnh động mạch vành (còn được gọi là bệnh tim thiếu máu cục bộ) và đánh giá tiên lượng bệnh nhân sau khi bị nhồi máu cơ tim (đau tim).
Các tác nhân gây căng thẳng do tập thể dục thường gặp nhất là tập thể dục trên máy chạy bộ hoặc đạp xe đạp tập thể dục đứng yên . Mức độ căng thẳng được tăng dần bằng cách tăng độ khó (độ dốc của độ dốc trên máy chạy bộ hoặc lực cản trên máy đo áp suất) và tốc độ. Những người không thể sử dụng chân có thể tập thể dục với một chiếc quây giống như xe đạp mà họ quay bằng cánh tay. Sau khi hoàn thành bài kiểm tra căng thẳng, bệnh nhân thường được khuyên không nên ngừng hoạt động đột ngột mà giảm dần cường độ của bài tập trong vài phút.
Quản trị viên kiểm tra hoặc bác sĩ tham gia kiểm tra các triệu chứng và phản ứng huyết áp. Để đo phản ứng của tim với căng thẳng, bệnh nhân có thể được kết nối với điện tâm đồ (ECG); trong trường hợp này, xét nghiệm thường được gọi là xét nghiệm căng thẳng tim nhưng được gọi bằng các tên khác, chẳng hạn như kiểm tra bài tập, máy chạy bộ kiểm tra căng thẳng, kiểm tra dung sai tập thể dục, kiểm tra căng thẳng hoặc kiểm tra căng thẳng ECG. Ngoài ra, xét nghiệm căng thẳng có thể sử dụng siêu âm tim để chụp siêu âm tim (trong trường hợp đó, xét nghiệm này được gọi là xét nghiệm căng thẳng siêu âm tim hoặc tiếng vang căng thẳng), hoặc máy ảnh gamma để ghi hình ảnh phóng xạ vào máu (gọi là xét nghiệm căng thẳng hạt nhân).